# Newstead (New York)
Pour les articles homonymes, voir Newstead.
Newstead est une ville située dans le comté d'Érié, dans l'État de New York, aux États-Unis,. En 2010, elle comptait une population de 8 594 habitants, estimée au 1er juillet 2020 à 8 689 habitants.

## Démographie
Lors du recensement de 2010, la ville comptait une population de 8 594 habitants. Elle est estimée, en 2020, à 8 689 habitants.